# Neurosymploca concinna
Neurosymploca concinna is een vlinder uit de familie bloeddrupjes (Zygaenidae). De wetenschappelijke naam van deze soort is voor het eerst geldig gepubliceerd in 1823 door Dalman.
De soort komt voor in tropisch Afrika.